# Seleção das Ilhas Caimã de Futebol Feminino
A Seleção das Ilhas Caimã de Futebol Feminino representa as Ilhas Caimã no futebol feminino internacional.